# Pressigny (Deux-Sèvres)
Pressigny is een gemeente in het Franse departement Deux-Sèvres (regio Nouvelle-Aquitaine) en telt 190 inwoners (2004). De plaats maakt deel uit van het arrondissement Parthenay.

## Geografie
De oppervlakte van Pressigny bedraagt 12,3 km², de bevolkingsdichtheid is 15,4 inwoners per km².
De onderstaande kaart toont de ligging van Pressigny (Deux-Sèvres) met de belangrijkste infrastructuur en aangrenzende gemeenten.

## Demografie
Onderstaande figuur toont het verloop van het inwonertal (bron: INSEE-tellingen).